# Christian Reichert
Christian Martin Reichert (Wurzburgo, 7 de febrero de 1985) es un deportista alemán que compitió en natación, en la modalidad de aguas abiertas.
Ganó dos medallas de oro en el Campeonato Mundial de Natación, en los años 2013 y 2015, ambas en la prueba de equipo mixto.

## Palmarés internacional
| Campeonato Mundial | Campeonato Mundial | Campeonato Mundial | Campeonato Mundial |
| Año                | Lugar              | Medalla            | Prueba             |
| ------------------ | ------------------ | ------------------ | ------------------ |
| 2013               | Barcelona (España) | Medalla de oro     | Equipo mixto       |
| 2015               | Kazán (Rusia)      | Medalla de oro     | Equipo mixto       |